# Nemzeti Álarcmúzeum
A mexikói Nemzeti Álarcmúzeum (spanyolul Museo Nacional de la Máscara) San Luis Potosí állam fővárosának, San Luis Potosínak az egyik múzeuma.

## Története
A múzeumot abban a történelmi városközpontban épült eklektikus stílusú lakópalotában rendezték be 1982-ben, amelyet a katalán Ramón Martí építtetett magának. A telket, amelyen akkor 5 másik épület állt, 1892-ben vásárolta meg, majd hamarosan megkezdődtek a bontási és építési munkálatok. A belső díszítést és a falfestményeket Claudio Molina és Giuseppe Compiani olasz művészek végezték, az ács- és asztalosmunkákat pedig a német származású Jorge Unna. 1903-ban a szövetségi kormány megvásárolta az épületet, és a távírótársaság hivatalát rendezte be benne. 1913-tól a gazdasági kormányzat is itt működött, ettől az évtől kezdve Szövetségi Palota néven ismerték. 1981-ben egy Víctor Moya nevű mérnök felajánlotta, hogy álarcgyűjteményét San Luis Potosí rendelkezésére bocsátja, így még az évben a palotát felújították, majd 1982 márciusában megnyitotta kapuit a benne berendezett álarcmúzeum. 2004-ben a múzeumot újabb felújítási munkálatok és a távíróhivatal kiköltözése miatt bezárták, és csak 2009-ben nyílt meg újra, immár kibővülve: a teljes épületet birtokba véve.

## A múzeum
A múzeum több mint 1000 darabos (és ezzel az országban legnagyobb ilyen jellegű) gyűjteményének legnagyobb részét álarcok teszik ki, főként olyanok, amelyeket a különböző őslakó népek szertartásos táncaikhoz használtak. Mellettük egyéb olyan ruhák is láthatók, amelyeket ezen táncok során viseltek.
Az épület öt kiállítóteremmel rendelkezik:
- A Víctor Moya teremben az állandó kiállítás egy része mégsem állandó, hanem folyamatosan cserélgeik.
- A centenáriumi teremben, amely építészeti értékei miatt is különleges, viaszból, papírból és fából készült, valamint rendkívül régi álarcokat állítottak ki.
- Létezik egy kicsi nemzetközi terem is, ahol többek között nagykövetek és gyűjtők által adományozott, a világ minden részéről származó maszkok láthatók.
- A San Luis Potosí nevű teremben kizárólag az állam területéről származó álarcokat mutatnak be időszakosan.
- Végül a kortárs teremben az álarcokhoz kapcsolódó egyéb témák kiállításai tekinthetők meg.

## Képek

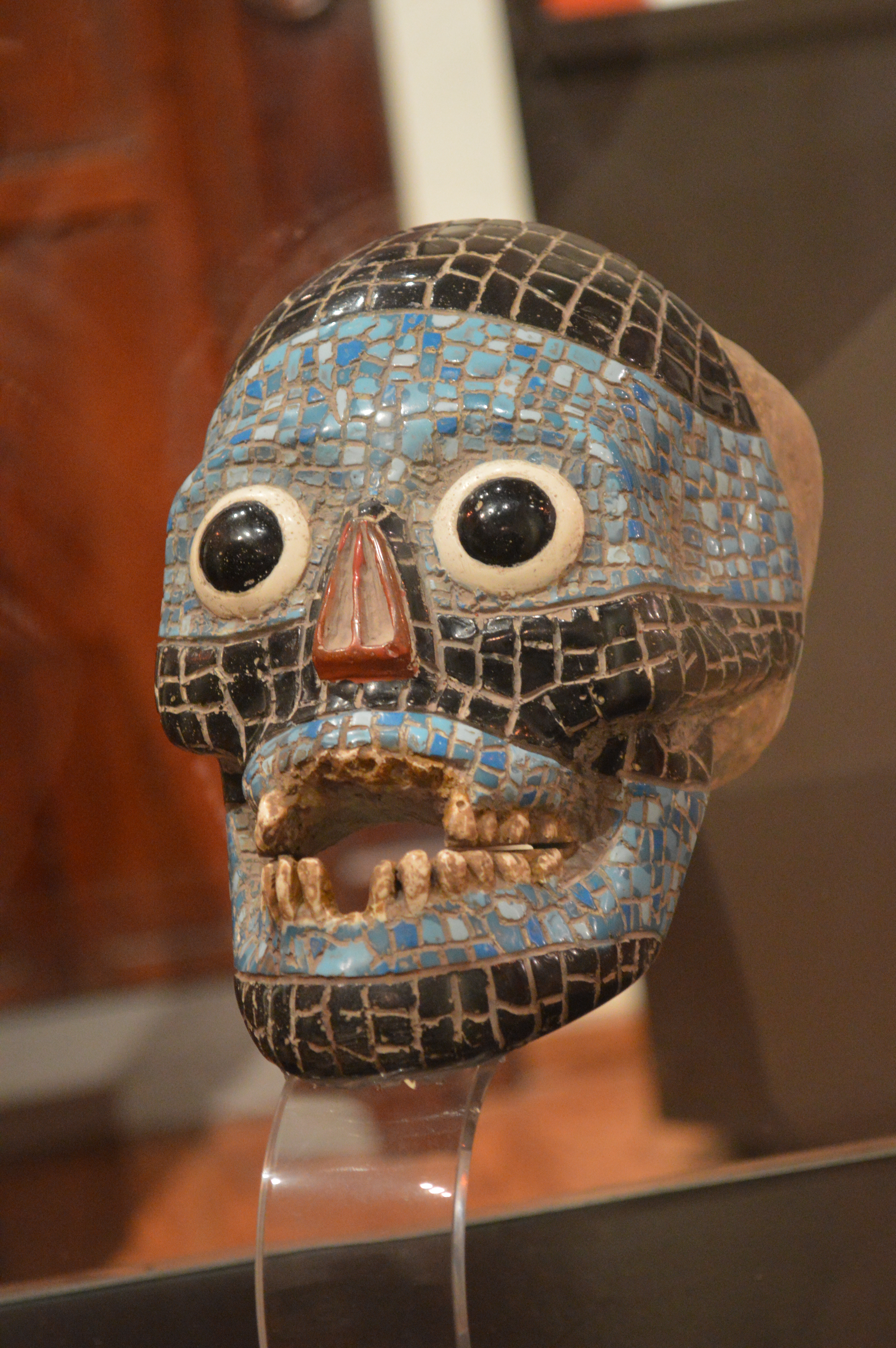
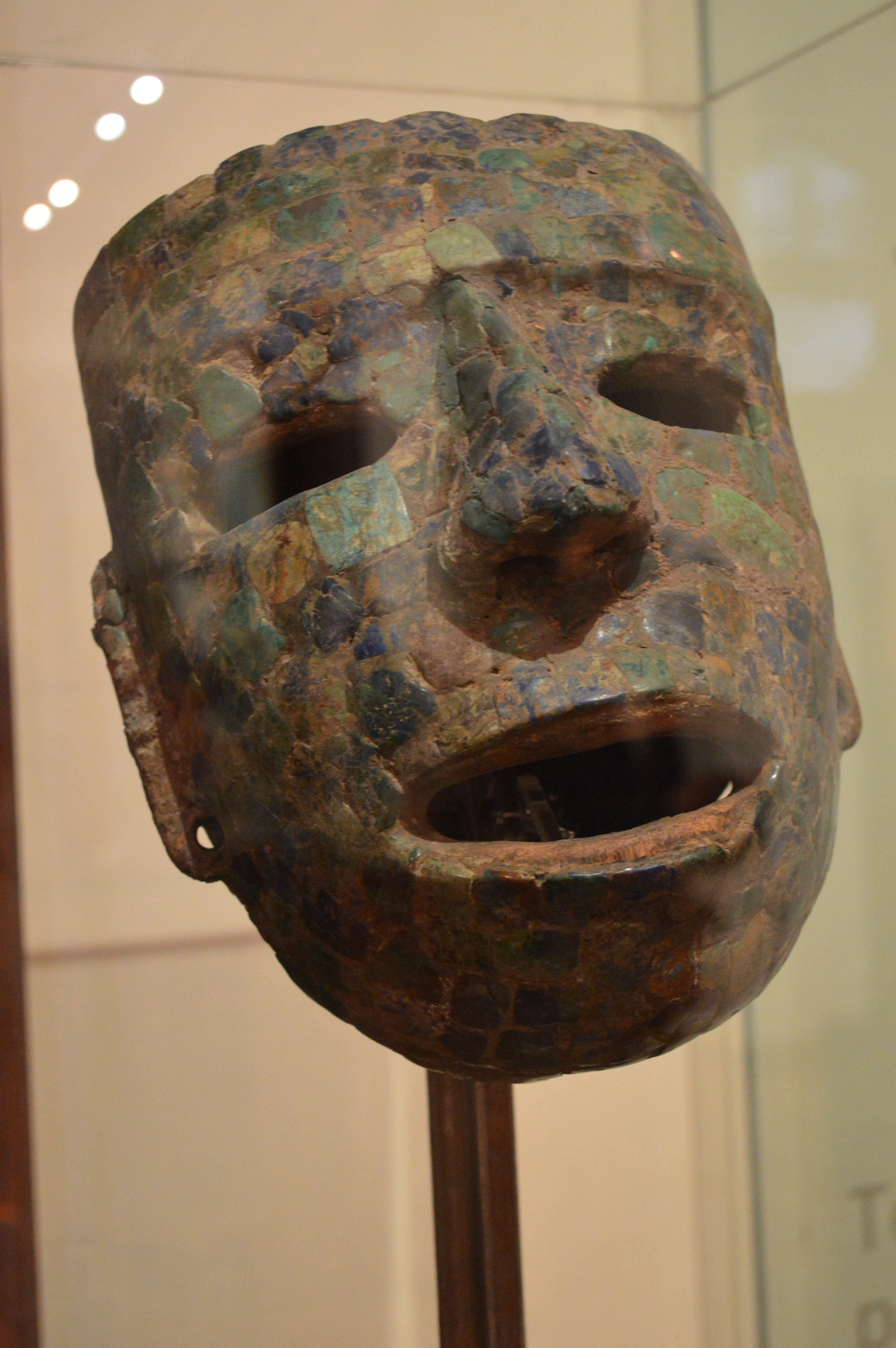
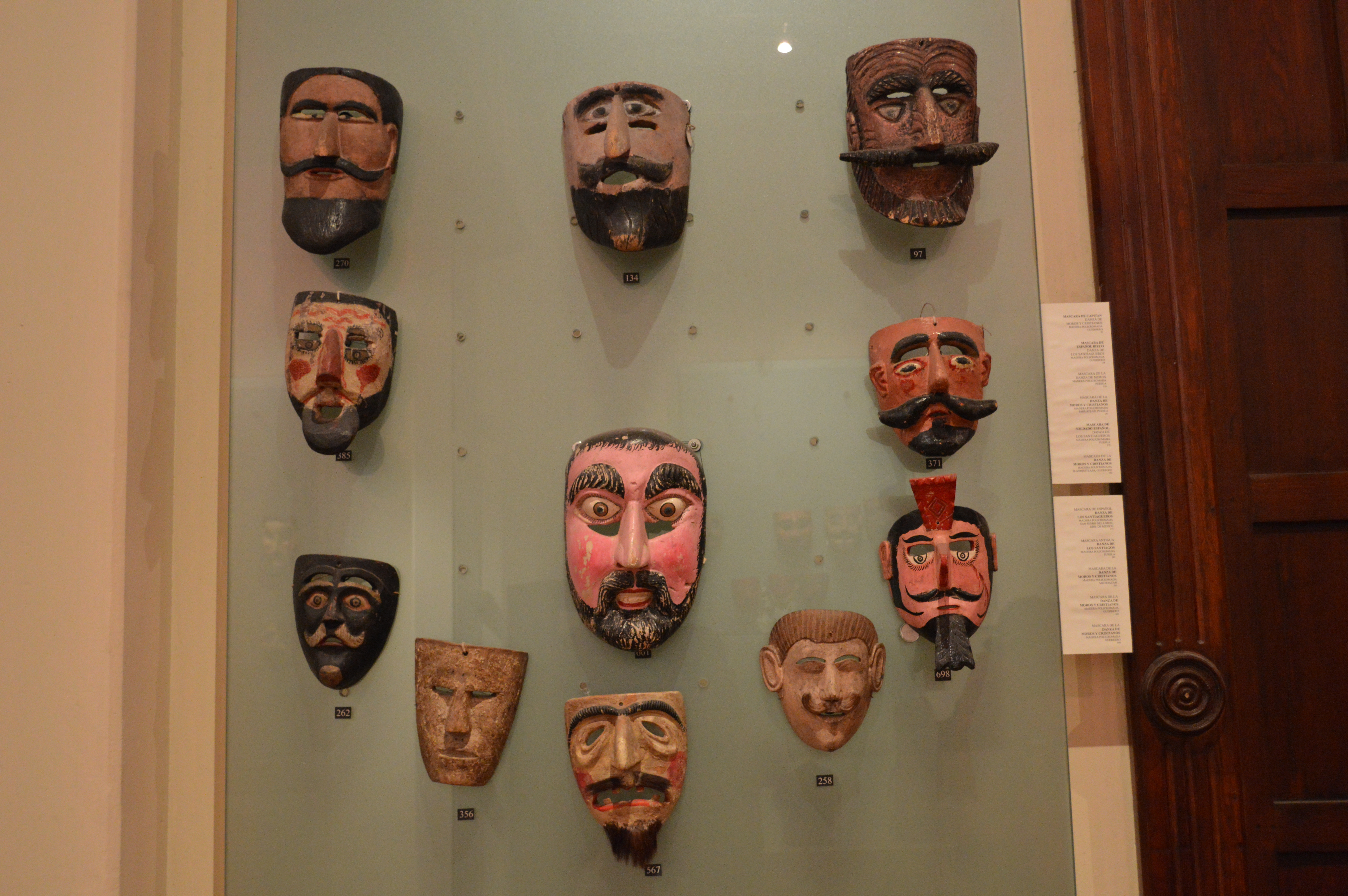
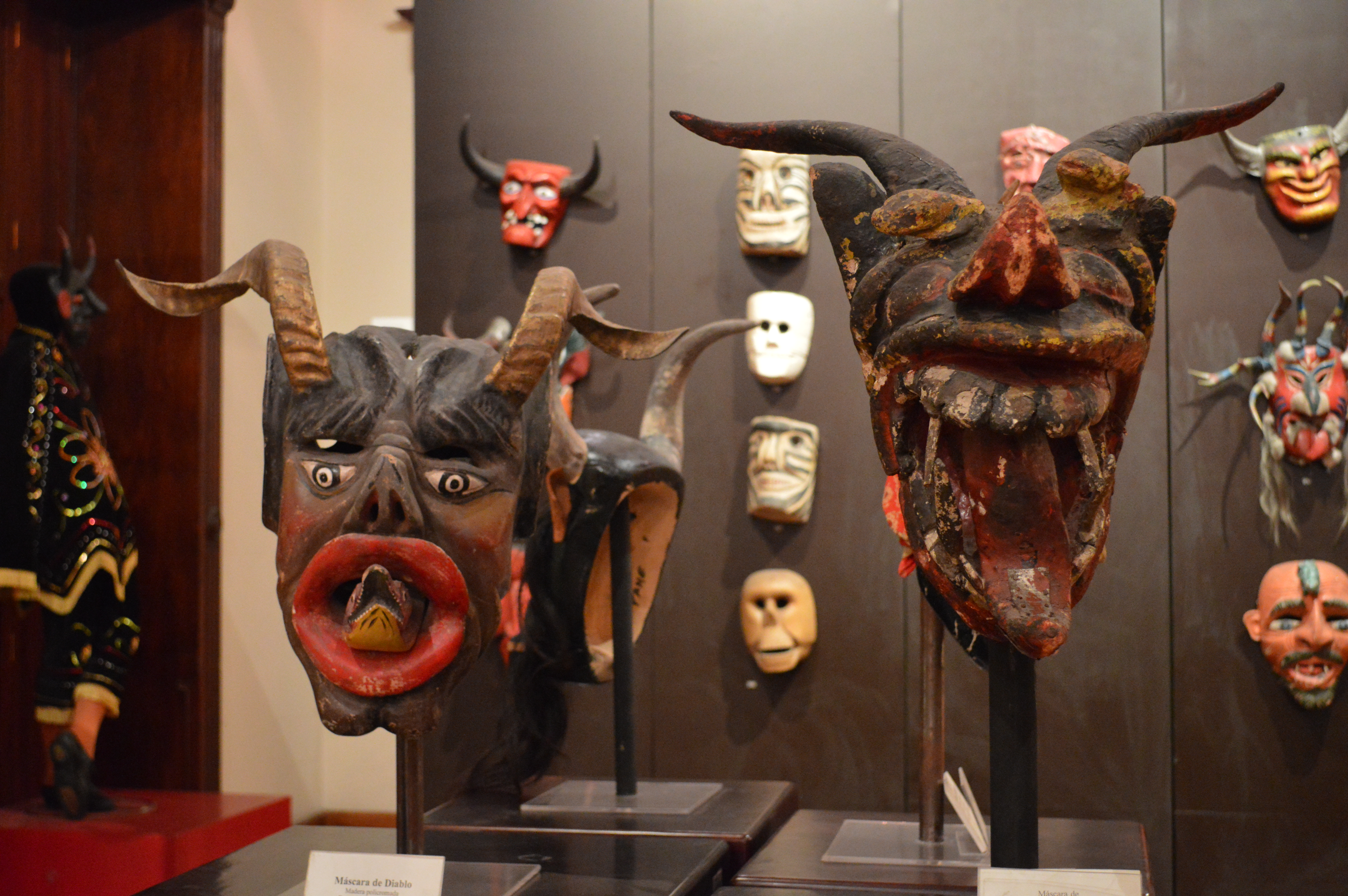
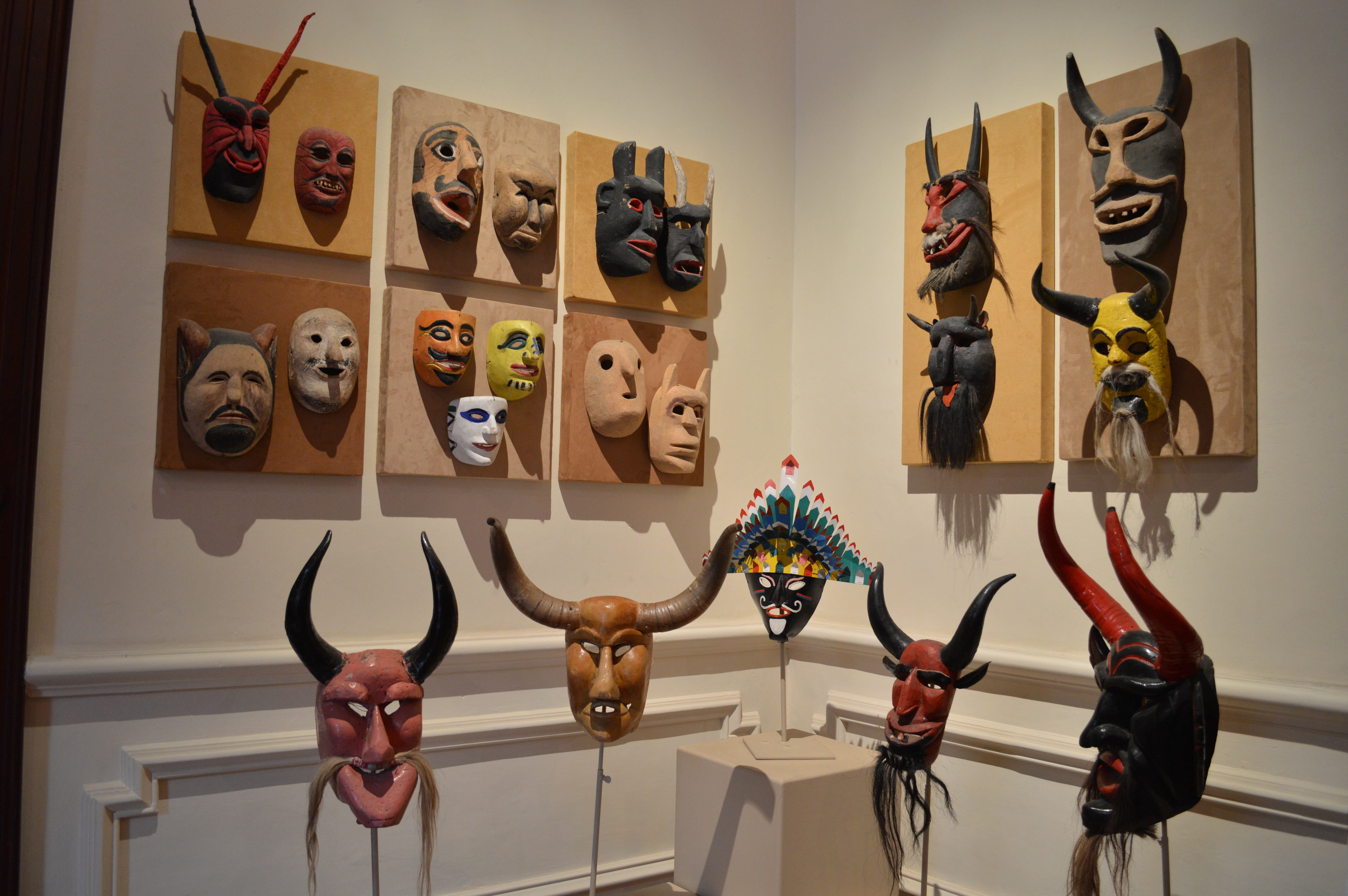